# 인프레쉬
인프레쉬(영어: INFRESH)은 2007년 설립된 대한민국의 자연주의 코스메틱 브랜드로, 천연성분을 기반으로 한 화장품 및 욕실용품을 제조 및 판매한다. 식물 유래 원료를 활용한 제품 개발에 주력하며, 인공 색소, 인공 향료, 합성 방부제 등을 배제한 비건 제품에 특화되어있다.

## 상세
인프레쉬는 주식회사 윔브스컴퍼니(Wimbs Company)에서 운영하며, 대표자는 허동구이다. 비건 인증 제품과 저자극 포뮬러를 특징으로 하며, 주요 제품군으로는 헤어 케어, 바디 케어, 페이스 케어, 생활용품 등이 있다. 제품 판매 외에도 사회적 기업으로서의 책무를 다하기 위하여 다양한 사회공헌 활동에 집중하고 있다.

## 제품군
- 헤어케어
- 바디케어
- 스킨케어
- 덴탈케어
- 욕실용품
- 패션잡화

## 사회공헌
인프레쉬는 2023년부터 6.25 전쟁 참전 용사들을 지원하는 프로젝트를 시작하며 주목받았다. 2023년 5월, 에티오피아 한국전 참전 용사 기념행사에 참여한 후, 비전케어와 협력하여 참전 용사들의 백내장 수술을 지원했다. 이 프로젝트는 현지 언론으로부터 “에티오피아를 울린 기적의 한국인들”이라는 찬사를 받았으며, 외신에서도 “한국의 작은 기업이 세계를 놀라게 했다”고 보도되었다. 또한, 2024년 12월, 인프레쉬는 생활고로 어려움을 겪는 에티오피아 참전용사 59가정을 대상으로 쌀을 지원하였다. 인프레쉬는 자사 제품 판매 수익의 일부를 6.25 참전 유공자회에 기부하며, 기부자 명단을 홈페이지에 공개하고 있다. 그 외에 자체적인 착한기업 프로젝트의 일환으로 시각 장애인을 위한 점자 메뉴판 프로젝트를 진행하고 있다.